# Воррен Мадрігаль
Воррен Мадрігаль (ісп. Warren Madrigal, нар. 24 липня 2004, Сан-Хосе) — костариканський футболіст, півзахисник іспанського клубу «Валенсія Месталья», в якому грає в оренді з костариканського клубу «Сапрісса», та національної збірної Коста-Рики.

## Клубна кар'єра
Воррен Мадрігаль народився 2004 року в місті Сан-Хосе, та є вихованцем юнацької команди футбольного клубу «Сапрісса». У професійному футболі дебютував 2020 року виступами за команду «Сапрісса», в якій грав до 2022 року, після чого футболіста відправили в оренду до клубу «Спортінг Сан-Хосе». 2023 року Мадрігаль повернувся з оренди до клубу «Сапрісса», і цього разу став гравцем основного складу команди. У 2024 року керівництво клубу відправило футболіста в оренду до іспанського клубу «Валенсія Месталья», другої команди клубу «Валенсія».

## Виступи за збірну
У 2023 році Воррен Мадрігаль дебютував у складі національної збірної Коста-Рики. У складі збірної був учасником розіграшу Золотого кубка КОНКАКАФ 2023 року у США та Канаді, розіграшу Кубка Америки 2024 року у США. Станом на листопад 2024 року зіграв у складі збірної 19 матчів, у яких відзначився 3 забитими м'ячами.